# Mandy Fisher
Mandy May Fisher (* 17. April 1962) ist eine ehemalige englische Snookerspielerin und Präsidentin des Frauensnookerweltverbandes World Women’s Snooker (WWS). Fisher war Gründerin des Vorgängerverbandes World Ladies Billiards and Snooker Association 1981. Sie ist nicht verwandt mit Allison Fisher und Kelly Fisher, beide ebenfalls Snookerspielerinnen.

## Karriere
Fisher begann im Alter von 16 Jahren mit dem Snookerspiel. 1981 gründete sie die World Ladies 'Billiards and Snooker Association (WLBSA) und leitete in den 1980er und 1990er Jahren zusätzlich zum Spiel die Verwaltung des Sports.
Bei der dritten Snookerweltmeisterschaft der Frauen 1981 erreichte sie das Finale, musste sich aber dort der zweimaligen Siegerin Vera Selby mit 3:0 geschlagen geben. Das Turnier lief damals noch unter dem Namen „Women's Professional Championship“. Drei Jahre später stand sie erneut im Finale und schlug dort die Kanadierin Maryann McConnell mit 4:2 und gewann so ihren ersten und einzigen WM-Titel als professionelle Spielerin. 1984 sponserte der National Express eine fünfmonatige Grand-Prix-Serie mit fünf Turnieren und £ 60.000 an Preisgeldern, die in regionalen Fernsehsendern ausgestrahlt wurde. 16 der bestplatzierten Frauen wurden Profi und nahmen an der Serie teil. Fisher gewann schließlich und ihr Gewinn brachte sie auf den zwölften Platz – knapp hinter dem dreifachen Weltmeister der Herren, John Spencer, in der Liste der professionellen Snookerpreisgeldgewinner des Jahres.
In den 1980er Jahren trat Fisher regelmäßig in Snookershows auf und trat gegen Spieler wie Steve Davis, Jimmy White and Alex Higgins an.
Als sie Anfang der 1990er schon im vorangeschrittenen Stadium schwanger war, mit einer Hebamme an ihrer Seite, beklagte sie sich darüber, dass dieser Zustand der Presse mehr Aufmerksamkeit schenkte als das Können der Spielerinnen am Tisch. Barry Hearn, später Vorsitzender von World Snooker, bewegte Fisher dazu, Umstandsmode zu tragen, um diesen Zustand vor den Medien im Londoner Hyde Park zu demonstrieren.
Im April 2011 trat Fisher vom Amt als Präsidentin der „World Ladies' Billiards and Snooker Association“ zurück, war aber im Dezember 2015 wieder zurück im Amt. Auch nach der Neugründung und Umstrukturierung – die Sparte English Billiards wurde zu World Billiards ausgegliedert – blieb sie deren Vorsitzende.
Ihren Rücktritt kommentierte sie mit den Worten:

“The WLBSA quickly became my baby and I felt responsible for it. However, I can’t always be there to pick up the pieces. I don’t want to see the game fail but I feel like I’ve done all I can. The game needs a fresh outlook and a new approach. I’ve been elected president and I’ll always be there to fall back on but I’m taking a back seat from now on. I’ve done my best but I feel the game’s come to a bit of a standstill. It’s time to pass on the baton.”

„Die WLBSA wurde schnell zu meinem Baby und ich fühlte mich dafür verantwortlich. Ich kann jedoch nicht immer da sein, um die Scherben aufzusammeln. Ich möchte nicht, dass das Spiel scheitert, aber ich habe das Gefühl, dass ich alles getan habe, was ich kann. Das Spiel braucht eine neue Perspektive und einen neuen Ansatz. Ich wurde zur Präsidentin gewählt und werde immer da sein, um auf etwas zurückzugreifen, aber ich werde mich von nun an zur Ruhe setzen. Ich habe mein Bestes gegeben, aber ich habe das Gefühl, dass das Spiel zum Stillstand gekommen ist. Es ist Zeit, den Staffelstab weiterzugeben.“

## Privates
Fisher ist hauptberuflich Podologin und arbeitet in Wisbech.

## Erfolge
- Snookerweltmeisterschaft der Frauen:  1984  1981
- World Ladies Seniorenweltmeisterschaft:  2002